# Mihoko Koyama
Mihoko Koyama (japanska: 小山 美秀子), född 15 maj 1910 i Osaka, död 29 oktober 2003 i Kobe, var en japansk mecenat och grundare av den japanska religiösa rörelsen Shinji Shūmeikai.
Mihoko Koyama var arvtagerska till textilföretaget Toyobo. Som ung studerade hon på flickskolan Jiyu Gakuen i Tokyo, bildad av utbildningsreformatorn Motoko Hani och hennes man Yoshikazu Hani 1921 efter kristna västerländska idéer.
Hon kom i kontakt med Mokichi Okadas, som 1935 hade grundat Church of World Messianity. Hon grundade själv en ny religiös rörelse, som byggde på hans lära och som delar mycket av tankar och former med Church of World Messianity.
Den av Mihoko Koyama 1970 grundade religiösa rörelsen, Shinji Shūmeikai, har sitt säte i Misono, en bergig del av kommunen Shigaraki i Shiga prefektur i Japan. En av rörelsens tre grundtankar är att skönhet är fundamental i människans liv. Detta har lett till att Mihoko Koyama med stor omsorg om arkitekturen har lett uppbyggnaden av rörelsens internationella center i Misono. För den 1983 uppförda stora samlingsbyggnaden för 5 000 personer, Meishusama-hallen, anlitades den japansk-amerikanske arkitekten Minoru Yamasaki. Villa Miho (Villa högsta skönhet), anläggningens ceremoniella mottagningsbyggnad, ritades av den japanske arkitekten Junzo Yoshimura, och ett 60 meter högt klocktorn från 1970-talet, De jublande änglarnas klocktorn, är ritat av den kinesisk-amerikanske arkitekten I.M. Pei.
Mihoko Koyama anlitade senare I.M. Pei också för att skapa Miho Museum, som ligger i samma område inom synhåll från rörelsens säte.
Efter Mihoko Koyamas död har hennes dotter Hiroko Koyama tagit över ledningen för Shinji Shūmeikai och för Miho Museum.